# Omphalophana
Omphalophana là một chi bướm đêm thuộc họ Noctuidae.

## Các loài
- Omphalophana anatolica Lederer, 1857
- Omphalophana antirrhinii Hübner, 1803
- Omphalophana durnalayana Osthelder, 1933
- Omphalophana pauli (Staudinger, 1892)
- Omphalophana serrata Treitschke, 1835
- Omphalophana serrulata L.Ronkay & Gyulai, 2006